# U17-Europamästerskapet i fotboll för damer 2018
U17-Europamästerskapet i fotboll för damer 2018 var den 11:e upplagan av U17-Europamästerskapet. Turneringen spelades i Litauen den 9–21 maj 2018.
Turneringen spelades 2×40 minuter.

## Gruppspel

### Grupp A
| Nr | Lag           | S | V | O | F | GM | IM | MS  | P |
| -- | ------------- | - | - | - | - | -- | -- | --- | - |
| 1  | Tyskland      | 3 | 2 | 1 | 0 | 12 | 3  | +9  | 7 |
| 2  | Finland       | 3 | 2 | 0 | 1 | 7  | 3  | +4  | 6 |
| 3  | Nederländerna | 3 | 1 | 1 | 1 | 12 | 4  | +8  | 4 |
| 4  | Litauen       | 3 | 0 | 0 | 3 | 0  | 21 | −21 | 0 |

|             | 9 maj 2018  | Finland           | 1 – 2           | Tyskland                   | ARVI futbolo arena                                              |                                                                 |
| 17:00 UTC+3 | 17:00 UTC+3 | Aino Vuorinen 53′ | (0 – 0) Rapport | 71′, 80′ Shekiera Martinez | Marijampolė Publik: 120 Domare: Irena Velevačkoska (Makedonien) | Marijampolė Publik: 120 Domare: Irena Velevačkoska (Makedonien) |
| 17:00 UTC+3 | 17:00 UTC+3 |                   |                 |                            | Marijampolė Publik: 120 Domare: Irena Velevačkoska (Makedonien) | Marijampolė Publik: 120 Domare: Irena Velevačkoska (Makedonien) |
| 17:00 UTC+3 | 17:00 UTC+3 |                   |                 |                            | Marijampolė Publik: 120 Domare: Irena Velevačkoska (Makedonien) | Marijampolė Publik: 120 Domare: Irena Velevačkoska (Makedonien) |

|             | 9 maj 2018  | Litauen | 0 – 9           | Nederländerna | Alytaus miesto stadionas                                  |                                                           |
| 19:00 UTC+3 | 19:00 UTC+3 |         | (0 – 6) Rapport | 2′ (sjm.) Laura Ubartaitė 10′, 17′, 79′ Kirsten Van De Westeringh 15′ Jonna Van De Velde 25′, 75′ Romée Leuchter 29′ (str.) Nikita Rudy Tromp 60′ Dana Margaretha Wilhelmina Foederer | Alytus Publik: 1 825 Domare: Hristiana Guteva (Bulgarien) | Alytus Publik: 1 825 Domare: Hristiana Guteva (Bulgarien) |
| 19:00 UTC+3 | 19:00 UTC+3 |         |                 | | Alytus Publik: 1 825 Domare: Hristiana Guteva (Bulgarien) | Alytus Publik: 1 825 Domare: Hristiana Guteva (Bulgarien) |
| 19:00 UTC+3 | 19:00 UTC+3 |         |                 | | Alytus Publik: 1 825 Domare: Hristiana Guteva (Bulgarien) | Alytus Publik: 1 825 Domare: Hristiana Guteva (Bulgarien) |

|             | 12 maj 2018 | Tyskland                             | 2 – 2           | Nederländerna                          | Šiaulių savivaldybės stadionas                             |                                                            |
| 11:00 UTC+3 | 11:00 UTC+3 | Ivana Fuso 73′ Laura Donhauser 80+4′ | (0 – 1) Rapport | 28′ Gwyneth Hendriks 52′ Chasity Grant | Šiauliai Publik: 276 Domare: Désirée Grundbacher (Schweiz) | Šiauliai Publik: 276 Domare: Désirée Grundbacher (Schweiz) |
| 11:00 UTC+3 | 11:00 UTC+3 |                                      |                 |                                        | Šiauliai Publik: 276 Domare: Désirée Grundbacher (Schweiz) | Šiauliai Publik: 276 Domare: Désirée Grundbacher (Schweiz) |
| 11:00 UTC+3 | 11:00 UTC+3 |                                      |                 |                                        | Šiauliai Publik: 276 Domare: Désirée Grundbacher (Schweiz) | Šiauliai Publik: 276 Domare: Désirée Grundbacher (Schweiz) |

|             | 12 maj 2018 | Litauen | 0 – 4           | Finland                                              | Šiaulių savivaldybės stadionas                          |                                                         |
| 17:00 UTC+3 | 17:00 UTC+3 |         | (0 – 2) Rapport | 25′, 39′, 63′ Annika Huhta 52′ (str.) Vilma Koivisto | Šiauliai Publik: 1 083 Domare: Lucie Šulcová (Tjeckien) | Šiauliai Publik: 1 083 Domare: Lucie Šulcová (Tjeckien) |
| 17:00 UTC+3 | 17:00 UTC+3 |         |                 |                                                      | Šiauliai Publik: 1 083 Domare: Lucie Šulcová (Tjeckien) | Šiauliai Publik: 1 083 Domare: Lucie Šulcová (Tjeckien) |
| 17:00 UTC+3 | 17:00 UTC+3 |         |                 |                                                      | Šiauliai Publik: 1 083 Domare: Lucie Šulcová (Tjeckien) | Šiauliai Publik: 1 083 Domare: Lucie Šulcová (Tjeckien) |

|             | 15 maj 2018 | Tyskland | 8 – 0           | Litauen | Alytaus miesto stadionas                              |                                                       |
| 19:00 UTC+3 | 19:00 UTC+3 | Gia Corley 35′ Ivana Fuso 44′ Sophie Weidauer 47′, 80+2′ Shekiera Martinez 56′, 57′, 65′ Vanessa Fudalla 76′ | (2 – 0) Rapport |         | Alytus Publik: 1 881 Domare: Kateryna Usova (Ukraina) | Alytus Publik: 1 881 Domare: Kateryna Usova (Ukraina) |
| 19:00 UTC+3 | 19:00 UTC+3 | |                 |         | Alytus Publik: 1 881 Domare: Kateryna Usova (Ukraina) | Alytus Publik: 1 881 Domare: Kateryna Usova (Ukraina) |
| 19:00 UTC+3 | 19:00 UTC+3 | |                 |         | Alytus Publik: 1 881 Domare: Kateryna Usova (Ukraina) | Alytus Publik: 1 881 Domare: Kateryna Usova (Ukraina) |

|             | 15 maj 2018 | Nederländerna             | 1 – 2           | Finland                        | ARVI futbolo arena                                      |                                                         |
| 19:00 UTC+3 | 19:00 UTC+3 | Romée Leuchter 77′ (str.) | (0 – 0) Rapport | 50′ Kaisa Juvonen 73′ Vuorinen | Marijampolė Publik: 234 Domare: Frida Nielsen (Danmark) | Marijampolė Publik: 234 Domare: Frida Nielsen (Danmark) |
| 19:00 UTC+3 | 19:00 UTC+3 |                           |                 |                                | Marijampolė Publik: 234 Domare: Frida Nielsen (Danmark) | Marijampolė Publik: 234 Domare: Frida Nielsen (Danmark) |
| 19:00 UTC+3 | 19:00 UTC+3 |                           |                 |                                | Marijampolė Publik: 234 Domare: Frida Nielsen (Danmark) | Marijampolė Publik: 234 Domare: Frida Nielsen (Danmark) |

### Grupp B
| Nr | Lag     | S | V | O | F | GM | IM | MS | P |
| -- | ------- | - | - | - | - | -- | -- | -- | - |
| 1  | Spanien | 3 | 2 | 1 | 0 | 7  | 1  | +6 | 7 |
| 2  | England | 3 | 1 | 1 | 1 | 7  | 4  | +3 | 4 |
| 3  | Italien | 3 | 0 | 2 | 1 | 0  | 4  | −4 | 2 |
| 4  | Polen   | 3 | 0 | 2 | 1 | 2  | 7  | −5 | 2 |

|             | 9 maj 2018  | Italien | 0 – 0   | Spanien | Šiaulių savivaldybės stadionas                       |                                                      |
| 11:00 UTC+3 | 11:00 UTC+3 |         | Rapport |         | Šiauliai Publik: 668 Domare: Frida Nielsen (Danmark) | Šiauliai Publik: 668 Domare: Frida Nielsen (Danmark) |
| 11:00 UTC+3 | 11:00 UTC+3 |         |         |         | Šiauliai Publik: 668 Domare: Frida Nielsen (Danmark) | Šiauliai Publik: 668 Domare: Frida Nielsen (Danmark) |
| 11:00 UTC+3 | 11:00 UTC+3 |         |         |         | Šiauliai Publik: 668 Domare: Frida Nielsen (Danmark) | Šiauliai Publik: 668 Domare: Frida Nielsen (Danmark) |

|             | 9 maj 2018  | Polen                                        | 2 – 2           | England                             | Šiaulių savivaldybės stadionas                        |                                                       |
| 17:00 UTC+3 | 17:00 UTC+3 | Paulina Filipczak 48′ Paulina Tomasiak 80+2′ | (0 – 0) Rapport | 58′ Jessica Park 68′ Paris Mckenzie | Šiauliai Publik: 512 Domare: Lucie Šulcová (Tjeckien) | Šiauliai Publik: 512 Domare: Lucie Šulcová (Tjeckien) |
| 17:00 UTC+3 | 17:00 UTC+3 |                                              |                 |                                     | Šiauliai Publik: 512 Domare: Lucie Šulcová (Tjeckien) | Šiauliai Publik: 512 Domare: Lucie Šulcová (Tjeckien) |
| 17:00 UTC+3 | 17:00 UTC+3 |                                              |                 |                                     | Šiauliai Publik: 512 Domare: Lucie Šulcová (Tjeckien) | Šiauliai Publik: 512 Domare: Lucie Šulcová (Tjeckien) |

|             | 12 maj 2018 | Spanien                                     | 2 – 1           | England          | Alytaus miesto stadionas                            |                                                     |
| 13:00 UTC+3 | 13:00 UTC+3 | Paula Arana Montes 4′ Eva Maria Navarro 70′ | (1 – 1) Rapport | 26′ Ebony Salmon | Alytus Publik: 674 Domare: Kateryna Usova (Ukraina) | Alytus Publik: 674 Domare: Kateryna Usova (Ukraina) |
| 13:00 UTC+3 | 13:00 UTC+3 |                                             |                 |                  | Alytus Publik: 674 Domare: Kateryna Usova (Ukraina) | Alytus Publik: 674 Domare: Kateryna Usova (Ukraina) |
| 13:00 UTC+3 | 13:00 UTC+3 |                                             |                 |                  | Alytus Publik: 674 Domare: Kateryna Usova (Ukraina) | Alytus Publik: 674 Domare: Kateryna Usova (Ukraina) |

|             | 12 maj 2018 | Polen | 0 – 0   | Italien | ARVI futbolo arena                                           |                                                              |
| 15:00 UTC+3 | 15:00 UTC+3 |       | Rapport |         | Marijampolė Publik: 180 Domare: Hristiana Guteva (Bulgarien) | Marijampolė Publik: 180 Domare: Hristiana Guteva (Bulgarien) |
| 15:00 UTC+3 | 15:00 UTC+3 |       |         |         | Marijampolė Publik: 180 Domare: Hristiana Guteva (Bulgarien) | Marijampolė Publik: 180 Domare: Hristiana Guteva (Bulgarien) |
| 15:00 UTC+3 | 15:00 UTC+3 |       |         |         | Marijampolė Publik: 180 Domare: Hristiana Guteva (Bulgarien) | Marijampolė Publik: 180 Domare: Hristiana Guteva (Bulgarien) |

|             | 15 maj 2018 | Spanien                                                                              | 5 – 0           | Polen | Alytaus miesto stadionas                                 |                                                          |
| 13:00 UTC+3 | 13:00 UTC+3 | Eva María Navarro 8′ (str.), 34′ Paola Hernández 40′ Aida Esteve 61′ Paula Arana 66′ | (3 – 0) Rapport |       | Alytus Publik: 322 Domare: Désirée Grundbacher (Schweiz) | Alytus Publik: 322 Domare: Désirée Grundbacher (Schweiz) |
| 13:00 UTC+3 | 13:00 UTC+3 |                                                                                      |                 |       | Alytus Publik: 322 Domare: Désirée Grundbacher (Schweiz) | Alytus Publik: 322 Domare: Désirée Grundbacher (Schweiz) |
| 13:00 UTC+3 | 13:00 UTC+3 |                                                                                      |                 |       | Alytus Publik: 322 Domare: Désirée Grundbacher (Schweiz) | Alytus Publik: 322 Domare: Désirée Grundbacher (Schweiz) |

|             | 15 maj 2018 | England                                          | 4 – 0           | Italien | ARVI futbolo arena                                              |                                                                 |
| 13:00 UTC+3 | 13:00 UTC+3 | Ebony Salmon 47′, 63′, 65′ Annabel Blanchard 72′ | (0 – 0) Rapport |         | Marijampolė Publik: 221 Domare: Irena Velevačkoska (Makedonien) | Marijampolė Publik: 221 Domare: Irena Velevačkoska (Makedonien) |
| 13:00 UTC+3 | 13:00 UTC+3 |                                                  |                 |         | Marijampolė Publik: 221 Domare: Irena Velevačkoska (Makedonien) | Marijampolė Publik: 221 Domare: Irena Velevačkoska (Makedonien) |
| 13:00 UTC+3 | 13:00 UTC+3 |                                                  |                 |         | Marijampolė Publik: 221 Domare: Irena Velevačkoska (Makedonien) | Marijampolė Publik: 221 Domare: Irena Velevačkoska (Makedonien) |

## Slutspel

### Slutspelsträd
|  | Semifinaler | Semifinaler |   |         | Final      | Final |  |
|  |             |             |   |         |            |       |  |
|  |             |             |   |         |            |       |  |
|  | Tyskland    | 8           |   |         |            |       |  |
|  | England     | 0           |   |         |            |       |  |
|  |             |             |   |         |            |       |  |
|  |             |             |   |         |            |       |  |
|  |             |             |   |         | Tyskland   | 0     |  |
|  |             | Spanien     | 2 |         |            |       |  |
|  |             |             |   |         |            |       |  |
|  |             |             |   |         |            |       |  |
|  |             |             |   |         | Bronsmatch |       |  |
|  |             |             |   |         |            |       |  |
|  | Spanien     | 1           |   | England | 1          |       |  |
|  | Finland     | 0           |   |         | Finland    | 2     |  |

### Semifinaler
|             | 18 maj 2018 | Tyskland | 8 – 0           | England | Alytus Stadium                                          |                                                         |
| 16:30 UTC+3 | 16:30 UTC+3 | Kayla Rendell 23′ (sjm.) Shekiera Martinez 27′, 44′, 61′ Leonie Köster 30′, 72′ Ivana Fuso 50′ Vanessa Fudalla 64′ | (4 – 0) Rapport |         | Alytus Publik: 537 Domare: Hristiana Guteva (Bulgarien) | Alytus Publik: 537 Domare: Hristiana Guteva (Bulgarien) |
| 16:30 UTC+3 | 16:30 UTC+3 | |                 |         | Alytus Publik: 537 Domare: Hristiana Guteva (Bulgarien) | Alytus Publik: 537 Domare: Hristiana Guteva (Bulgarien) |
| 16:30 UTC+3 | 16:30 UTC+3 | |                 |         | Alytus Publik: 537 Domare: Hristiana Guteva (Bulgarien) | Alytus Publik: 537 Domare: Hristiana Guteva (Bulgarien) |

|             | 18 maj 2018 | Spanien               | 1 – 0           | Finland | Sūduva Stadium                                           |                                                          |
| 19:00 UTC+3 | 19:00 UTC+3 | Eva María Navarro 52′ | (0 – 0) Rapport |         | Marijampolė Publik: 265 Domare: Lucie Šulcová (Tjeckien) | Marijampolė Publik: 265 Domare: Lucie Šulcová (Tjeckien) |
| 19:00 UTC+3 | 19:00 UTC+3 |                       |                 |         | Marijampolė Publik: 265 Domare: Lucie Šulcová (Tjeckien) | Marijampolė Publik: 265 Domare: Lucie Šulcová (Tjeckien) |
| 19:00 UTC+3 | 19:00 UTC+3 |                       |                 |         | Marijampolė Publik: 265 Domare: Lucie Šulcová (Tjeckien) | Marijampolė Publik: 265 Domare: Lucie Šulcová (Tjeckien) |

### Bronsmatch
Vinnaren kvalificerar sig för U17-VM 2018.
|             | 21 maj 2018 | England          | 1 – 2           | Finland                             | Alytaus miesto stadionas                           |                                                    |
| 14:00 UTC+3 | 14:00 UTC+3 | Jessica Park 12′ | (1 – 0) Rapport | 46′ Annika Huhta 61′ Jenni Kantanen | Alytus Publik: 483 Domare: Frida Nielsen (Danmark) | Alytus Publik: 483 Domare: Frida Nielsen (Danmark) |
| 14:00 UTC+3 | 14:00 UTC+3 |                  |                 |                                     | Alytus Publik: 483 Domare: Frida Nielsen (Danmark) | Alytus Publik: 483 Domare: Frida Nielsen (Danmark) |
| 14:00 UTC+3 | 14:00 UTC+3 |                  |                 |                                     | Alytus Publik: 483 Domare: Frida Nielsen (Danmark) | Alytus Publik: 483 Domare: Frida Nielsen (Danmark) |

### Final
|             | 21 maj 2018 | Tyskland | 0 – 2           | Spanien                    | ARVI futbolo arena                                              |                                                                 |
| 19:00 UTC+3 | 19:00 UTC+3 |          | (0 – 0) Rapport | 46′, 73′ Eva María Navarro | Marijampolė Publik: 1 983 Domare: Désirée Grundbacher (Schweiz) | Marijampolė Publik: 1 983 Domare: Désirée Grundbacher (Schweiz) |
| 19:00 UTC+3 | 19:00 UTC+3 |          |                 |                            | Marijampolė Publik: 1 983 Domare: Désirée Grundbacher (Schweiz) | Marijampolė Publik: 1 983 Domare: Désirée Grundbacher (Schweiz) |
| 19:00 UTC+3 | 19:00 UTC+3 |          |                 |                            | Marijampolė Publik: 1 983 Domare: Désirée Grundbacher (Schweiz) | Marijampolė Publik: 1 983 Domare: Désirée Grundbacher (Schweiz) |

## Slutställning
| Nr | Lag           | S | V | O | F | GM | IM | MS  | P  |
| -- | ------------- | - | - | - | - | -- | -- | --- | -- |
| 1  | Spanien       | 5 | 4 | 1 | 0 | 10 | 1  | +9  | 13 |
| 2  | Tyskland      | 5 | 3 | 1 | 1 | 20 | 5  | +15 | 10 |
| 3  | Finland       | 5 | 3 | 0 | 2 | 9  | 5  | +4  | 9  |
| 4  | England       | 5 | 1 | 1 | 3 | 8  | 14 | −6  | 4  |
| 5  | Nederländerna | 3 | 1 | 1 | 1 | 12 | 4  | +8  | 4  |
| 5  | Italien       | 3 | 0 | 2 | 1 | 0  | 4  | −4  | 2  |
| 5  | Polen         | 3 | 0 | 2 | 1 | 2  | 7  | −5  | 2  |
| 5  | Litauen       | 3 | 0 | 0 | 3 | 0  | 21 | −21 | 0  |